# Mai 2004
Acest articol este generat integral pe baza informațiilor din articolul 2004 și este actualizat periodic de un robot.
 Editările făcute în articol vor fi șterse la următoarea actualizare! Dacă doriți să faceți modificări, editați articolul-sursă.

ianuarie -
februarie -
martie -
aprilie -
mai -
iunie -
iulie -
august -
septembrie -
octombrie -
noiembrie -
decembrie
Mai 2004 a fost a cincea lună a anului și a început într-o zi de sâmbătă.

## Evenimente

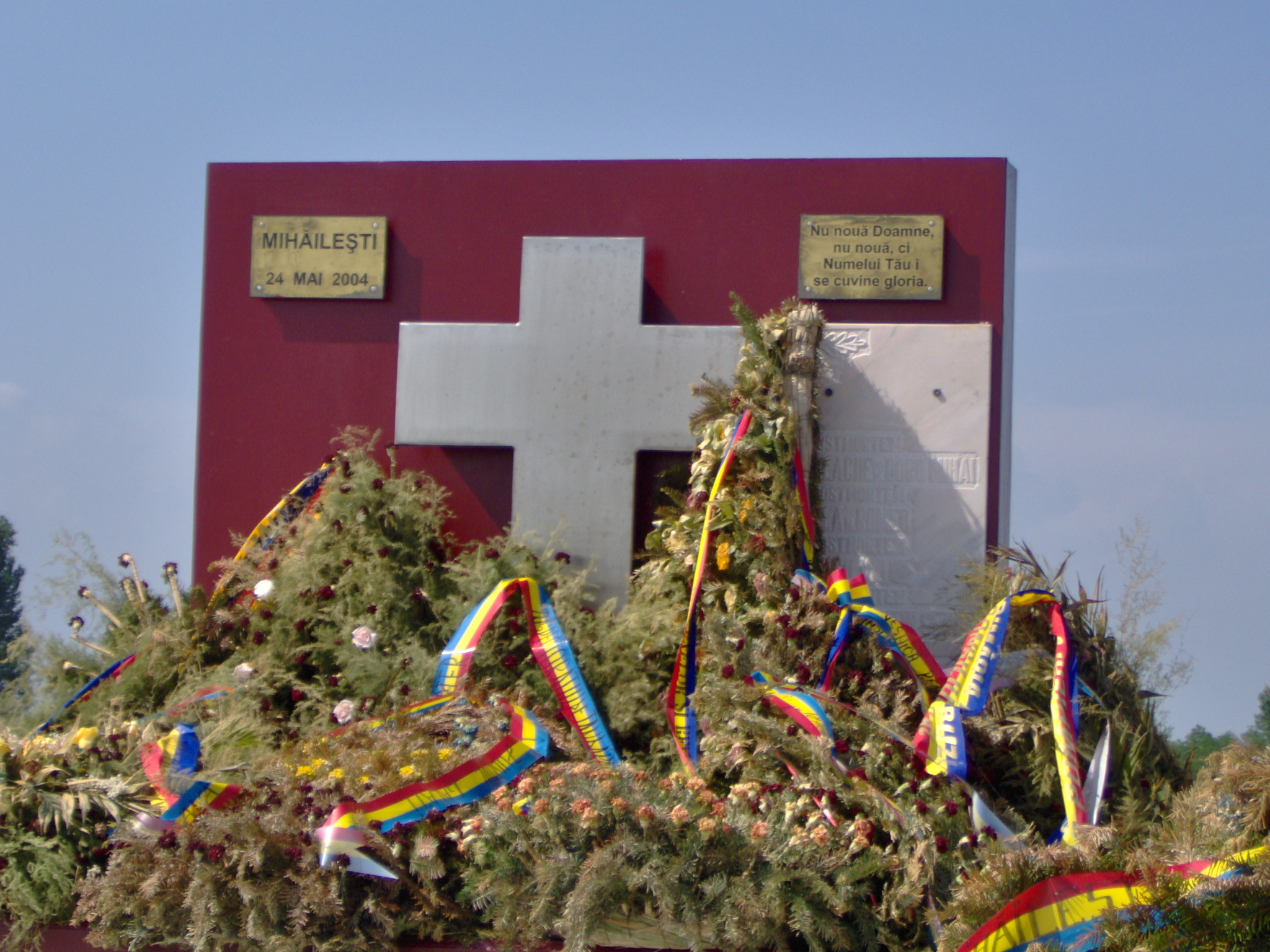
24 mai: Explozia de la Mihăilești. Monumentul de la Mihăilești ridicat în 2007 în memoria victimelor

- 1 mai: Uniunea Europeană se extinde cu 10 noi state membre: Cipru,  Cehia, Estonia, Ungaria, Letonia, Lituania, Malta, Polonia, Slovacia și Slovenia.[1]
- 2 mai: Premierul polonez Leszek Miller a demisionat din funcție, cabinetul său fiind dizolvat. Președintele Poloniei, Aleksander Kwasniewski, l-a numit oficial în aceasta funcție pe Marek Belka și a învestit noul guvern, social-democrat.
- 4 mai: Spaniolul Rodrigo Rato a fost ales director general al Fondului Monetar Internațional.
- 15 mai: Josh Findley a calculat cel mai mare număr prim cunoscut până la această dată, 224036583 − 1. Numărul conține șapte milioane de cifre.
- 21 mai: Comitetul ONU împotriva torturii a cerut explicații Statelor Unite ale Americii și Marii Britanii în legătură cu tratamentele inumane aplicate deținuților irakieni.
- 24 mai: Explozia de la Mihăilești: Un camion care transporta 20 de tone de azotat de amoniu a explodat la Mihăilești, Buzău. A fost cel mai mare dezastru produs pe șoselele din România și s-a soldat cu 18 morți și 13 răniți grav.
- 27 mai: Orașele Sibiu și Luxemburg au fost desemnate drept "capitale europene ale culturii" pentru anul 2007, de către miniștrii pentru educație, tineret și cultură din cele 25 de state membre UE întruniți la Bruxelles.

## Decese
- 2 mai: Franț Țandără, 74 ani, comunist român și torționar auto-descris (n. 1930)
- 3 mai: Ken Downing, 86 ani, pilot britanic de Formula 1 (n. 1917)
- 5 mai: Thea Beckman (n. Theodora Petie), 80 ani, scriitoare neerlandeză (n. 1923)
- 5 mai: Paul Schuster, 74 ani, scriitor german de etnie română (n. 1933)
- 8 mai: John Peel, 91 ani, politician britanic (n. 1912)
- 8 mai: John Peel, politician britanic (n. 1912)
- 9 mai: Ahmat (Ahmad) Kadîrov, 52 ani, muftiu al Republicii Cecene Icikeria (n. 1951)
- 11 mai: Ion Gheție, 73 ani, lingvist român (n. 1930)
- 11 mai: Valeriu Penișoară, 53 ani, cântăreț de muzică folk (n. 1950)
- 12 mai: Reuven Pfeffermann, 67 ani, medic israelian (n. 1936)
- 14 mai: Gheorghe Poenaru-Bordea, 66 ani, istoric român (n. 1937)
- 16 mai: Veronica Constantinescu, 92 ani, pictoriță română (n. 1912)
- 17 mai: Tony Randall (n. Arthur Leonard Rosenberg), 84 ani, actor american de etnie evreiască (n. 1920)
- 22 mai: Richard Biggs, 44 ani, actor american (n. 1960)
- 26 mai: Nikolai Cernîh, 72 ani, astronom rus (n. 1931)
- 27 mai: Umberto Agnelli, 69 ani, om de afaceri italian (n. 1934)
- 30 mai: Alfred Coppel (n. Alfredo Jose de Arana-Marini Coppel), 82 ani, scriitor american (n. 1921)